# 黑室 (美国)
黑室（英語：Black Chamber，1919年－1929年），亦称密码局，是美利坚合众国历史上第一个组建于和平时期的译码部门，也是国家安全局的前身。在第一次世界大战期间美国政府曾断断续续地组建过一些军方译码部门，但是都并不长久。

## 部门历史

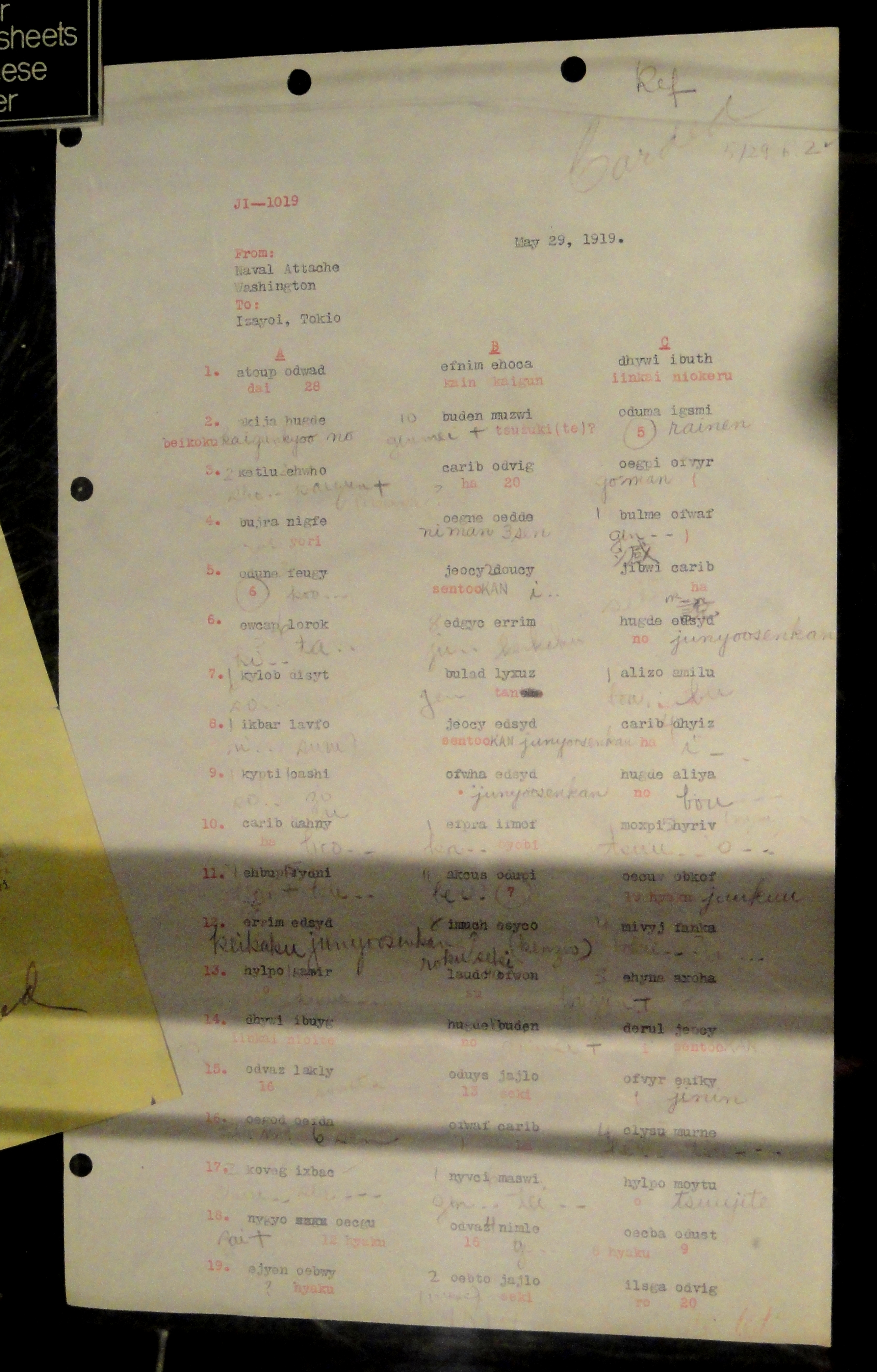
黑室针对日本外交电报密码的破译工作表，作于1919年

1919年5月，随着欧洲局势尘埃落定，美国政府成立了该部门，由赫伯特·奥斯本·雅德利（1889–1958）负责运行。雅德利在战时曾负责指挥陆军军事情报处译码部门（MI-8）， 该部门在战后解散。“黑室”由陆军和国务院共同出资支持，以纽约商用电码公司为掩护（也确实会出售商用电码），破译他国密码（外交密码为主）。华盛顿海军会议期间，该部门破解参会各国外交电报，对于美方的谈判有良多助益。
据美国情报史专家詹姆斯·巴福德称，黑室同当时的几大电报公司，包括西联电报在内，非法监听了在华盛顿和纽约的外国使团的电报通讯——“几乎整个美国电报行业”都成了这一行动的一部分。但是这些公司最终又撤回了它们的支持——大约是由于《1927年无线电法案》对于电报窃密行为作出了更严格的限制。
1929年，国务院停止向黑室提供行动经费，军方亦不愿承担全部费用，黑室至此彻底关闭。时任国务卿亨利·刘易斯·史汀生在其回忆录中写道：“绅士不会偷看别人的信件。 史汀生在情报活动方面的顾虑集中于监听并破译美国盟友的电报，而非间谍活动本身。待到成为战争部长后，他与整个美国军事指挥体系的战时决策很大程度上都依赖于解密的敌方通讯。
为了取得收入，雅德利在1931年出版了一本关于密码局的书，题为《美国黑室》。
“黑室”一词在雅德利出版他的书之前就已经为编码者和译码者所使用，尤其是在伊丽莎白时期弗朗西斯·沃尔辛厄姆爵士指挥下的英国情报机构。 1590年，法王亨利四世亦在邮政部门内组建了一个“黑室”（法语：cabinet noir），以隐秘地检阅信件。 但是，发信者与收信者亦发现其信件被拆阅，相应地开始解密信件内容。与破译这些密码相关的尝试，催生了现代译码技术。“黑室”，或者说密码部门，在整个二十世纪里活跃于各国的情报体系中，比如英国邮政部的“机要部”和海军部的40号办公室。
在同时期的波兰亦有类似机构。（参见条目“马里安·雷耶夫斯基）。